# Низкиничи
Низкиничи (укр. Низкиничі) — село в Нововолынской городской общине Владимирского района Волынской области Украины.

## История
В 1956 году возле села началась разработка месторождения глины, глиняный карьер (через который в том же году была построена высоковольтная линия электропередач) стал источником сырья для Нововолынского кирпичного завода.
По переписи 2001 года население составляло 731 человек.
В 2006 году добыча глины в карьере была приостановлена, в 2009 году карьер был закрыт.
До 2020 года входило в Иваничевский район.

## Достопримечательности
- Свято-Успенский Низкиничский мужской монастырь

## Известные уроженцы
- Адам Кисель — политический деятель Речи Посполитой и магнат украинского происхождения.